# 大イン譔
大 諲譔（だい いんせん）は、渤海の第15代（最後の）王。

## 生涯
文献の記録は乏しいが、朱晃が後梁を建国した後の開平元年（907年）に王子の大昭順を遣わして入朝し、在位中に合計6回の使節派遣をしたことが記録に残っている。
渤海西部では契丹の勢力が拡大し、渤海は西部の扶余府に軍隊を駐留させるなどの対応に追われた。しかし軍事力で対抗できないことを理解した渤海は貞明4年（918年）に後梁に進貢したが、それでも契丹の進出に対抗することができなかった。契丹に対抗すべく周辺諸国の支援を求めたが、中国は当時五代十国時代の争乱で渤海を支援する余力はなく、やむを得ず新羅や新興の高麗、日本などと協力する方針を打ち出した。しかし新羅が契丹に通じたことで渤海は窮地に立たされ、同光4年（926年）に遂に上京龍泉府が陥落し、大諲譔が投降した事で渤海は滅亡した。
契丹の皇帝耶律阿保機は長男の突欲を王に封じて東丹国を作り、渤海の故地を支配させた。降伏した大諲譔は契丹の都上京臨潢府に連行されて幽閉された。
『遼史』巻二太祖紀下、天顕元年に「秋七月丙辰、鐵州刺史衛鈞反す。乙丑、堯骨攻めて鐵州を抜く。庚午、東丹国左大相迭剌卒す。辛未、衛 大諲譔を皇都の西に送り、城を築きて以て之を居らしむ。諲譔に名を賜い烏魯古と曰い、妻を曰阿里只と曰う。」とあり、契丹から大諲譔は「烏魯古」の名を、妻は「阿里只」の名を賜っている。「烏魯古」「阿里只」の名はもともと遼太祖と述律皇后が騎乗していた二匹の馬の名で、本義は必ずや悪いものではないが、降伏した国王と王后に賜ったのだから、美意ではない。

## 子孫
1991年に遼寧省北鎮市で『大契丹国故廣陵郡王墓誌銘』（『耶律宗教墓誌』）が出土した。墓主は字が朝隠、名は驢糞または旅墳、漢名は宗教、遼景宗の仲子である耶律隆慶庶出の長子である。『大契丹国故廣陵郡王墓誌銘』には、以下の記事がある。
「məgə」＝「母」、「mirgi」＝「迷里吉」（迷里吉は契丹の姓氏）、「ʧinio」＝「遅女」（遅女は耶律宗教の母蕭氏の名）、「dan ~ tan」＝「丹」あるいは「檀」（漢語の「丹」あるいは「檀」に対訳しうる）、「gur-n」＝「国」（「-n」は所有格接尾辞を附す）、「au'ui」＝「娘子」、「ju」＝「尊」（ここでは「聖」に対訳する）、「qan」＝「汗」（遼帝、宋帝いずれもこの称を用いる）、「urgu-n」＝「烏魯古」（「-n」は所有格接尾辞を附す。聖汗の名である）、「uran pon」＝「後裔」。「urgu」は契丹の男子が使用する名であり、「烏魯古」あるいは「烏魯姑」と音訳し、契丹文墓誌にしばしばこの名がみえる。漢文墓誌の「聖王」は、渤海国王の専称であり、漢文墓誌の「故渤海聖王」と契丹小字墓誌の「dan gur-n ju qan（丹国の聖汗）」は大諲譔を指す（dan gur-n ju qan（丹国の聖汗）「烏魯古」＝渤海聖王「大諲譔」）。このことから、耶律宗教の母である遅女娘子は大諲譔の外孫であることがわかる。